# Inganno (film 1952)
Inganno è un film del 1952 diretto da Guido Brignone.

## Trama
Anna è una poliziotta membro della sezione femminile della Polizia Civile del Territorio Libero di Trieste, si sposa con Andrea, un medico dal passato poco chiaro ma già durante il viaggio di nozze inizia a nutrire dei dubbi soprattutto dopo l'incontro casuale con una sua ex amante.
Rientrati al lavoro Anna deve indagare proprio su questa avventuriera che pare sia coinvolta non solo nel traffico di stupefacenti ma anche nella tratta delle bianche.
Nelle indagini viene coinvolto anche Andrea che viene sospettato di complicità, per questo motivo Anna decide di separarsi. Andrea, fallito ogni tentativo di riappacificazione vuole andare all'estero e chiede aiuto anche alla ex amante ma poi rifiuta di collaborare con lei proprio perché non vuole che i sospetti della moglie diventino certezze.
Nel frattempo Anna si scopre incinta e vorrebbe lasciare la polizia per formare una famiglia con Andrea ma l'uomo viene ucciso dalla madre di una ragazza che sottoposta ad aborto era poi deceduta.

## Produzione
La pellicola è ascrivibile al filone melodrammatico-sentimentale comunemente detto strappalacrime (in seguito indicato anche con il termine neorealismo d'appendice), molto in voga in quel periodo tra il pubblico italiano.

## Distribuzione
La pellicola è stata distribuita nelle sale cinematografiche italiane il 19 settembre del 1952.